# Ornipholidotos jacksoni
Ornipholidotos jacksoni är en fjärilsart som beskrevs av Henry Stempffer 1961. Ornipholidotos jacksoni ingår i släktet Ornipholidotos och familjen juvelvingar. Inga underarter finns listade i Catalogue of Life.